# Фролов Василь Семенович
Василь Семенович Фролов (10 квітня 1914, село Флорищі, тепер Кольчугінського району Владимирської області, Російська Федерація — 31 жовтня 1994, місто Москва) — радянський партійний діяч, завідувач відділу машинобудування ЦК КПРС. Кандидат у члени ЦК КПРС у 1961—1986 роках. Депутат Верховної Ради СРСР 7—11-го скликань.

## Життєпис
Народився в родині робітника. З 1930 року навчався в школі фабрично-заводського учнівства при Кольчугінському заводі імені Орджонікідзе.
Трудову діяльність розпочав у 1932 році електроливарником Кольчугінського заводу імені Орджонікідзе.
У 1941 році закінчив Московське вище технічне училище (Московський механіко-машинобудівний інститут) імені Баумана.
У 1941—1949 роках — технолог, начальник технічного бюро, заступник начальника цеху, начальник цеху, в 1949—1951 роках — партійний організатор ЦК ВКП(б) Свердловського машинобудівного заводу імені Калініна.
Член ВКП(б) з 1944 року.
У 1951—1955 роках — 2-й секретар, 1-й секретар Нижньотагільского міського комітету ВКП(б) (КПРС) Свердловської області.
У 1955—1958 роках — завідувач сектора і заступник завідувача відділу машинобудування ЦК КПРС.
У грудні 1958 — квітні 1985 року — завідувач відділу машинобудування ЦК КПРС.
З квітня 1985 року — персональний пенсіонер союзного значення в Москві.
Помер 31 жовтня 1994 року. Похований в Москві.

## Нагороди
- два ордени Леніна (1974, 1984)
- орден Жовтневої Революції
- три ордени Трудового Червоного Прапора (1945,)
- орден «Знак Пошани» (1944)
- медалі